# Úpice
Úpice (deutsch: Eipel) ist eine Stadt im Okres Trutnov in Tschechien. Sie liegt an der Úpa (Aupa) und gehört zum Vorland des Riesengebirges.

## Geschichte

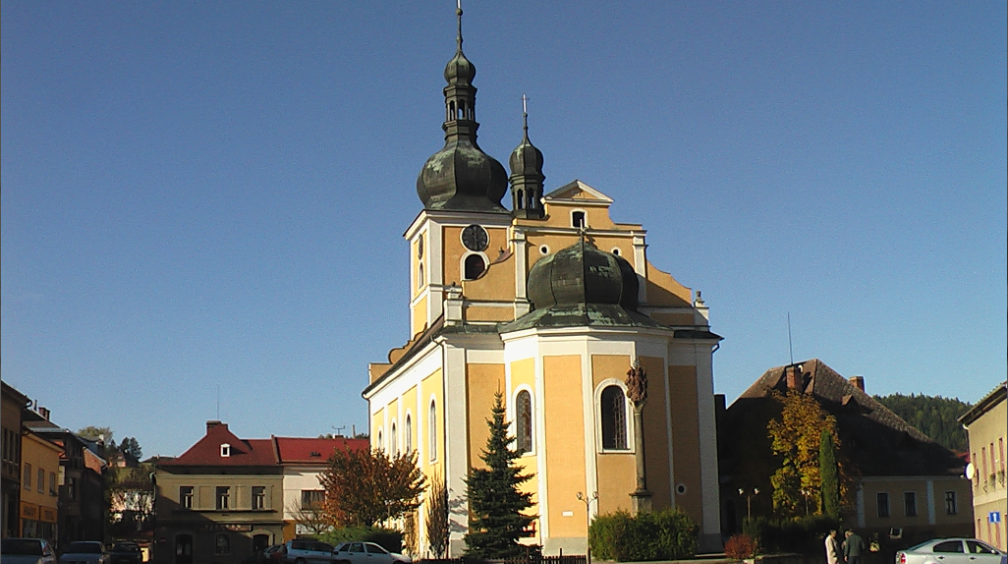
Jakobskirche

Úpice wurde etwa im 11. Jahrhundert am Handelsweg von Trutnov nach Broumov an einer Furt des Flusses Úpa gegründet. Die ursprüngliche Siedlung bestand aus einigen Bauten auf der Anhöhe und verstreuten Gebäuden entlang des Flusses. Auf der Landzunge wurde eine Kirche erbaut. Alle Gebäude bestanden aus Holz. 1270 wurde die Wiesenburg erbaut. Im gleichen Jahr wurde Úpice zum Marktstädtchen erhoben und kurze Zeit später Sitz der seelsorgerischen Verwaltung. Das Städtchen besaß Braurechte, eine eigene Währung, Zollrechte und ein eigenes Wäge- und Längenmaß. In der Zeit der Hussitenkriege und während des Dreißigjährigen Krieges wurde das Dorf immer wieder geplündert und die Burg zerstört. Auch während der Schlesischen Kriege wurde das Städtchen nicht verschont.

## Sehenswürdigkeiten
- Kirche, erbaut 1702 am Platz der ursprünglichen, abgebrannten Holzkirche
- Kapelle des Hl. Michael (1699–1701)
- Jüdischer Friedhof aus dem 19. Jahrhundert

## Ortsteile
- Radeč (Raatsch)
- Sychrov (Sichrow)
- Úpice (Eipel)

## Persönlichkeiten
- Moritz Jakob Oberländer (1831–1905), österreichischer Textilindustrieller
- Heinrich Irmann (1849–1915), böhmischer Landschafts- und Dekorationsmaler sowie Lithograf
- Karl Winter (1894–1969), deutsch-böhmischer Architekt und Hochschullehrer